# Nipponentomon macleani
Nipponentomon macleani är en urinsektsart som beskrevs av Josef Nosek 1977. Nipponentomon macleani ingår i släktet Nipponentomon och familjen lönntrevfotingar. Inga underarter finns listade i Catalogue of Life.